# Acantholimon alexeenkoanum
Acantholimon alexeenkoanum är en triftväxtart som beskrevs av Ekaterina Georgiewna Czerniakowska och Sergei Sergeevich Ikonnikov. Acantholimon alexeenkoanum ingår i släktet Acantholimon och familjen triftväxter. Inga underarter finns listade i Catalogue of Life.